# Pfarrkirche Ungenach

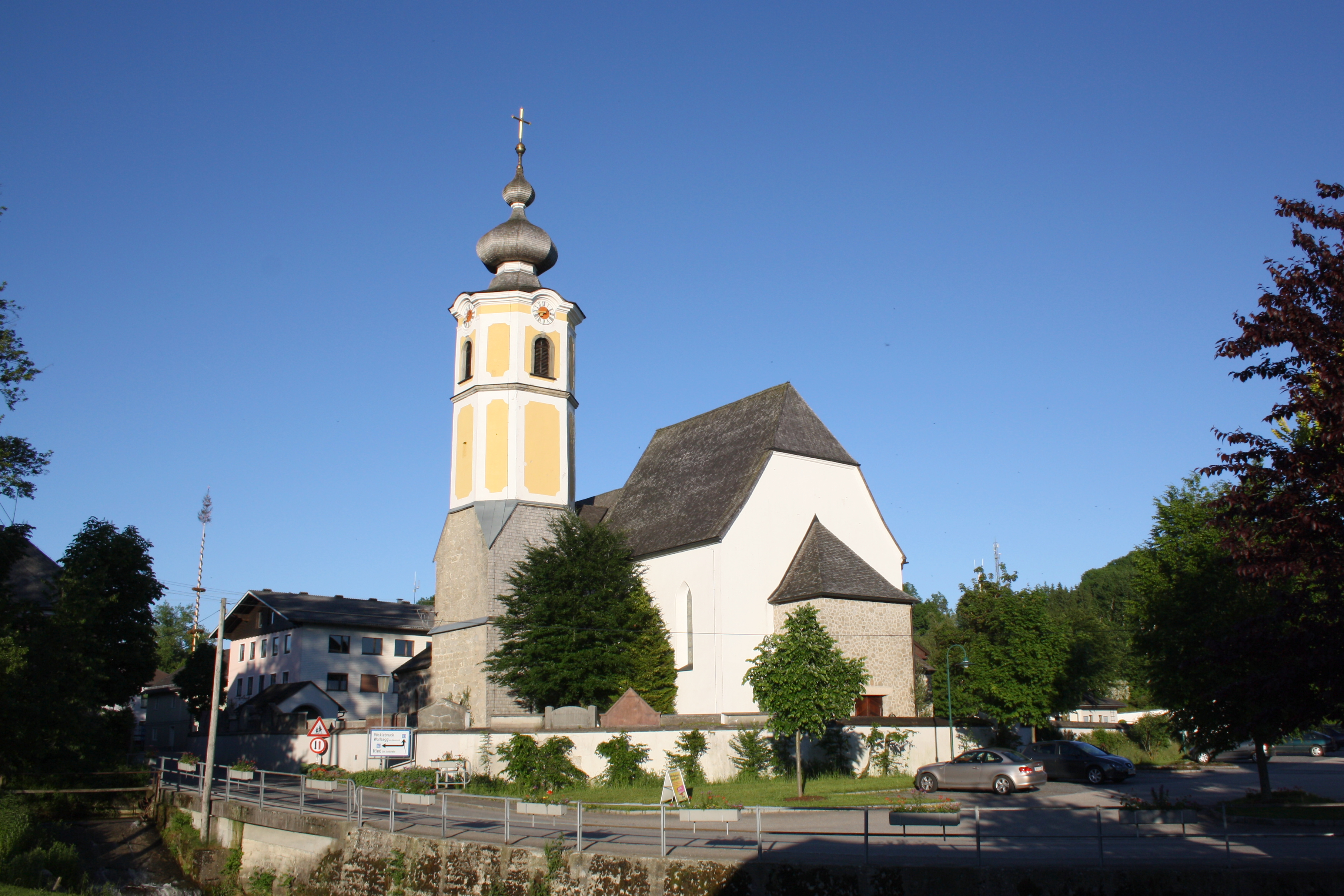
Kath. Pfarrkirche hl. Lorenz in Ungenach

Die römisch-katholische Pfarrkirche Ungenach steht im Ort Ungenach in der Gemeinde Ungenach im Bezirk Vöcklabruck in Oberösterreich. Die auf den heiligen Laurentius von Rom geweihte Kirche gehört zum Dekanat Schwanenstadt in der Diözese Linz. Die Kirche und der Friedhof stehen unter Denkmalschutz.

## Geschichte
Eine Kirche wurde um 1160 urkundlich genannt. Die gotische Kirche entstand bis 1526. 

## Architektur
An den zweischiffigen sternrippengewölbten Hallenraum als sogenannter Einsäulenraum schließt ein eingezogener niedrigerer und aus der Achse des Langhauses verschobener zweijochiger netzrippengewölbter Chor mit einem Dreiachtelschluss an.

## Ausstattung

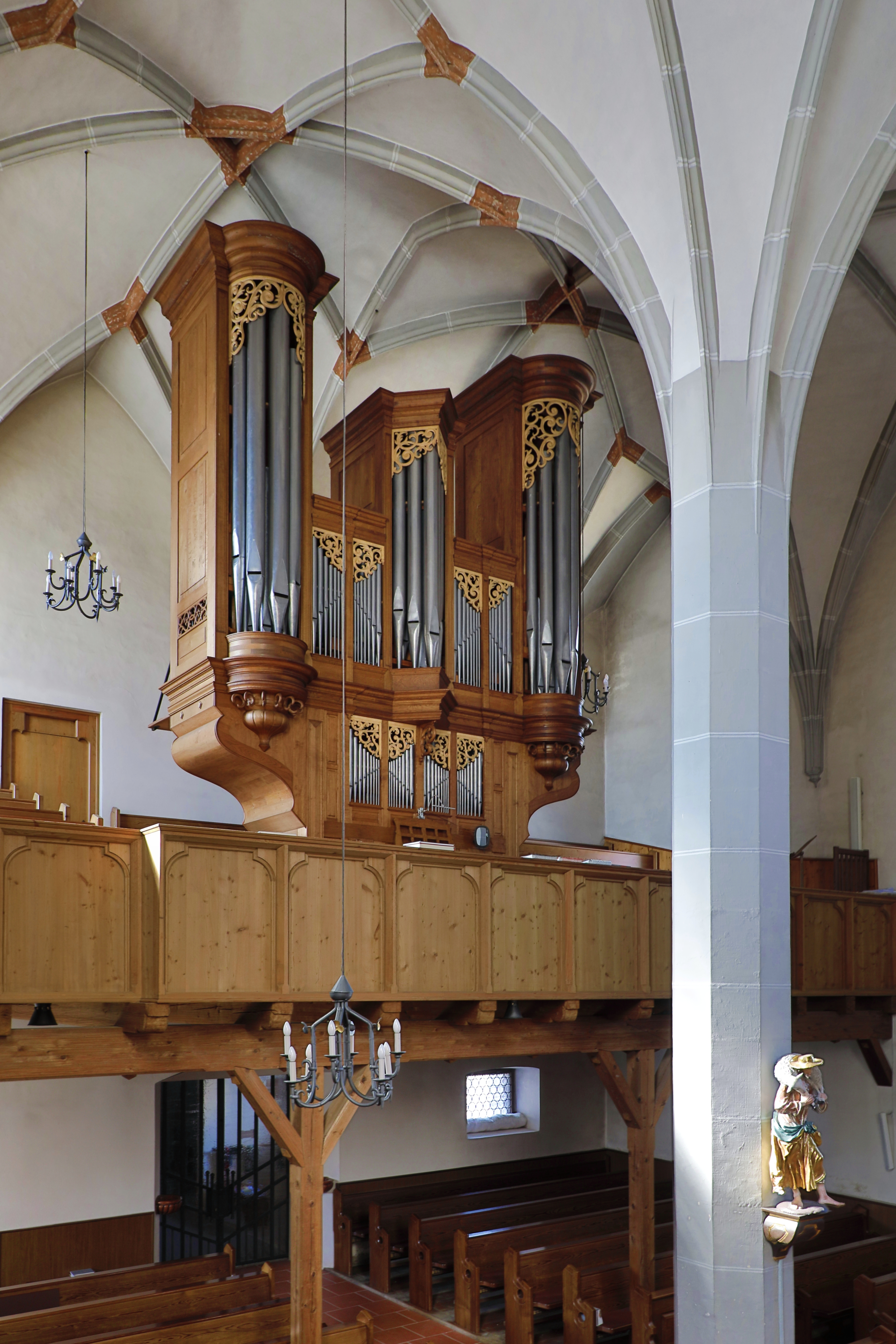
Orgel der Pfarrkirche

Die Einrichtung ist neugotisch. Auf den Seitenaltären stehen Statuen von Thomas Schwanthaler.
Die Orgel wurde 1985 aus Anlass des damaligen Bach-Jahres vom französischen Orgelbauer Marc Garnier mit Unterstützung des Innviertler Orgelbauers Reinhold Humer errichtet. Sie war die erste neue Springladenorgel Österreichs. Die Orgel hat 15 Register, verteilt auf zwei Manuale und Pedal.